# Футбольна федерація Гвінеї
Футбольна федерація Гвінеї (англ. Guinean Football Association; фр. Fédération Guinéenne de Football) — організація, що здійснює контроль та управління футболом у Гвінеї. Розташовується у столиці Конакрі. ФФГ заснована у 1960 році, вступила до ФІФА у 1962 році, а в КАФ — у 1963 році. 1975 року стала членом-засновником Західноафриканського футбольного союзу. Федерація організує діяльність та керує національними збірними з футболу (чоловічою, жіночою, молодіжними). Під егідою федерації проводиться чемпіонат країни та багато інших змагань.
6 січня 2024 року Буба Сампіл був обраний президентом федерації, змінивши на цій посаді Антоніо Суаре.